# Jarak Kulon
Jarak Kulon is een bestuurslaag in het regentschap Jombang van de provincie Oost-Java, Indonesië. Jarak Kulon telt 3169 inwoners (volkstelling 2010).